# Kiều Khẩu
Kiều Khẩu (tiếng Trung: 硚口区, Hán Việt: Kiều Khẩu khu) là một quận của thành phố Vũ Hán (武汉市), thủ phủ tỉnh Hồ Bắc, Cộng hòa Nhân dân Trung Hoa. Kiều Khẩu có diện tích 41,92 km2, dân số có hộ khẩu năm 2004 là 556.967 người nhưng dân số thực tế là 686.300 người. Kiều Khẩu được chia thành 10 nhai đạo, 1 hương, 129 ủy ban dân cư, 12 ủy ban thôn.